# الموود (اکلاهما)
الموود (به انگلیسی: Elmwood) یک منطقهٔ مسکونی در ایالات متحده آمریکا است که در شهرستان بیور، اکلاهما واقع شده‌است.